# Búp bê Bắc Kinh
Búp bê Bắc Kinh (chữ Hán: 北京娃娃, Bắc Kinh oa oa) là một tiểu thuyết của tác giả Xuân Thụ (Chun Shu), một nhà văn thuộc dòng văn học 8x Trung Quốc. Tác phẩm kể lại những câu chuyện đã xảy ra với một cô gái sống tại Bắc Kinh từ 14 đến 17 tuổi. Búp bê Bắc Kinh được xuất bản tại Trung Quốc năm 2002 và tại Việt Nam năm 2005, do công ty Nhã Nam phát hành.
Trong những tuần đầu tiên sau khi xuất bản tại Trung Quốc, quyển sách đã bán được hơn 100.000 bản. Ngay sau đó, chính quyền Trung Quốc cấm lưu hành quyển này, nhưng nó vẫn còn thịnh hành trong chợ đen